# Tom C. Korologos
Tom Christopher Korologos, né le 6 avril 1933 à Salt Lake City (Utah) et mort le 26 juillet 2024, est un journaliste, haut fonctionnaire, conseiller politique et diplomate américain.
Il est ambassadeur des États-Unis en Belgique de 2004 à 2007. Il est aussi un lobbyiste républicain influent.

## Biographie
Il fut un officier de la U.S. Air Force de 1956 à 1957. Il est diplômé de l'université de l'Utah ainsi que de l’école de journalisme de l'université Columbia, en 1958, où il fut le lauréat de bourses Grantland Rice et Pulitzer. 
Au début de sa carrière, il fut journaliste pour le New York Herald Tribune, The Long Island Press, The Salt Lake Tribune, et l’Associated Press. 
Il a servi sous les administrations Nixon et Ford en tant qu’assistant adjoint au président pour les affaires législatives au Sénat. De 1962 à 1971, il a travaillé pour le sénateur républicain de l’Utah Wallace F. Bennett. En outre, il a été pendant des années membre de la Commission consultative américaine en matière de diplomatie publique ainsi que du Broadcasting Board of Governors. Tom Korologos fut haut conseiller du sénateur Bob Dole lorsque ce dernier se porta candidat à la présidence en 1996, ainsi qu’un membre de l’équipe de transition Bush-Cheney en 2001. Il a été haut conseiller auprès de l’Autorité provisoire de la Coalition à Bagdad et était chargé des relations de la coalition avec le Congrès américain de mai à décembre 2003,. Il a joué un rôle important dans l’approbation par le Congrès de la demande de budget pour la reconstruction de l’Irak introduite par le Président George W. Bush.
Il prête serment en tant qu'ambassadeur auprès du royaume de Belgique le 30 juin 2004, devenant ainsi le 29e ambassadeur des États-Unis en Belgique. Il quitte son poste en 2007.

## Vie privée
Il est l’époux de Ann McLaughlin Korologos, qui fut secrétaire au Travail sous l'administration Reagan.